# Магнолія

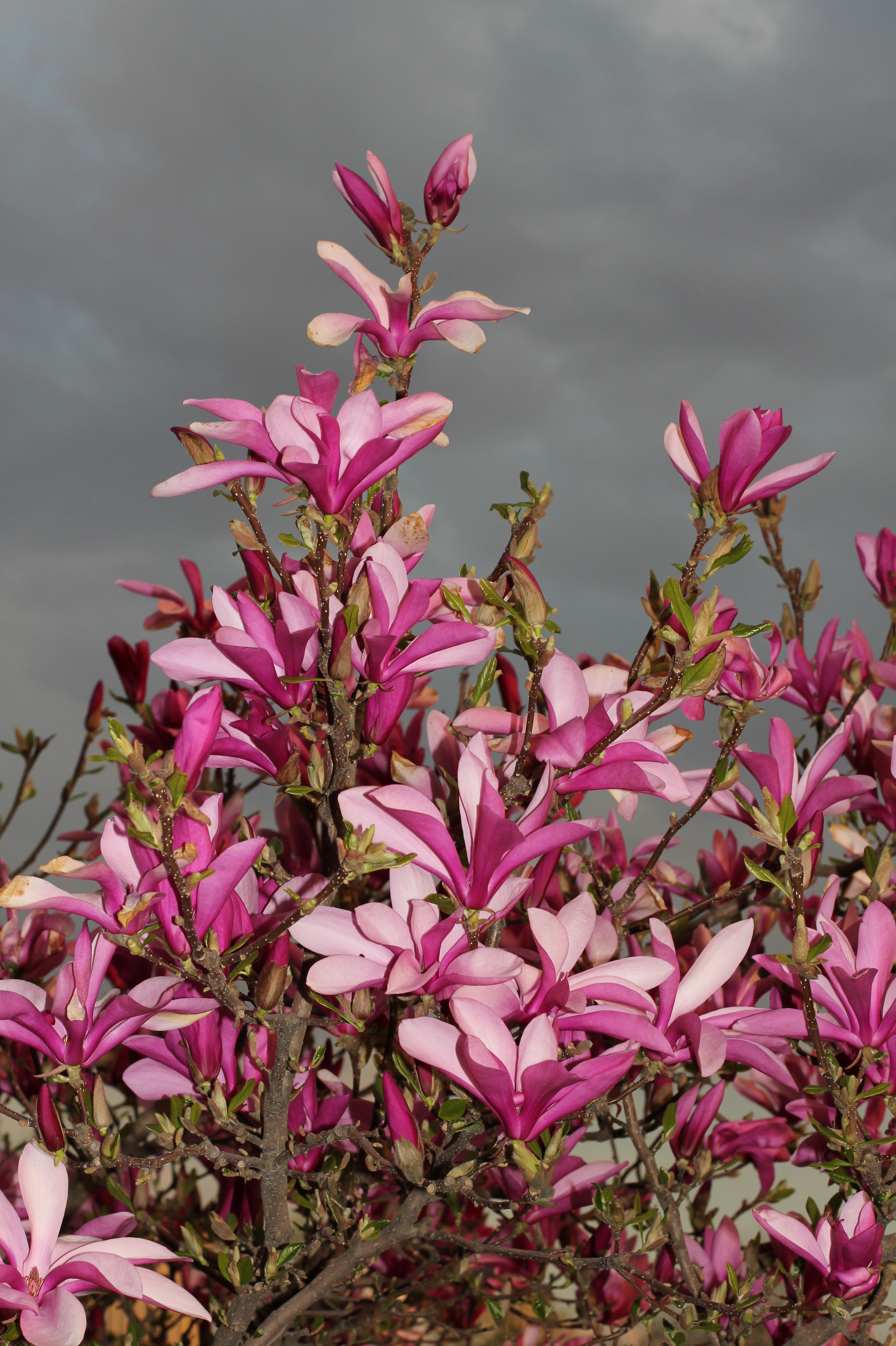
Magnolia liliiflora

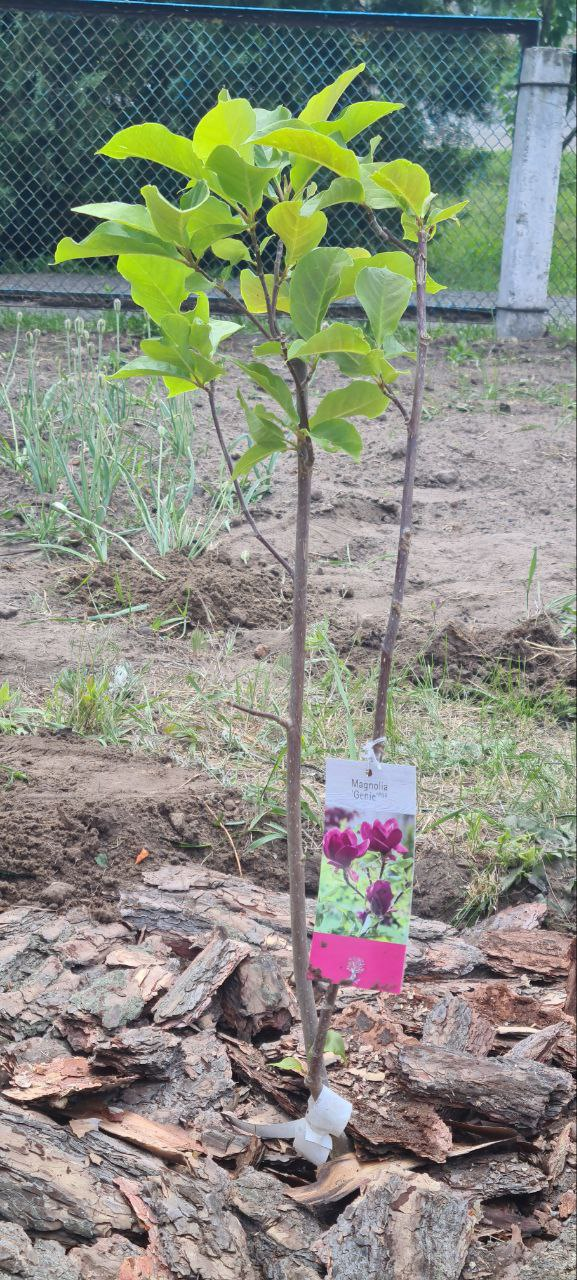
Садженець сорту «Genie» (гібридний сорт магнолії Суланжа та магнолії лілієцвітої «Ніґра»)

Магно́лія або маґно́лія (Magnolia) — великий рід рослин родини магнолієвих, названий іменем французького ботаніка П'єра Маньоля (фр. Pierre Magnol). Рід містить понад 300 видів і поширений у Північній і Південній Америках, сході й південному сході Азії й на південь до о. Нова Гвінея.

## Ботанічна характеристика

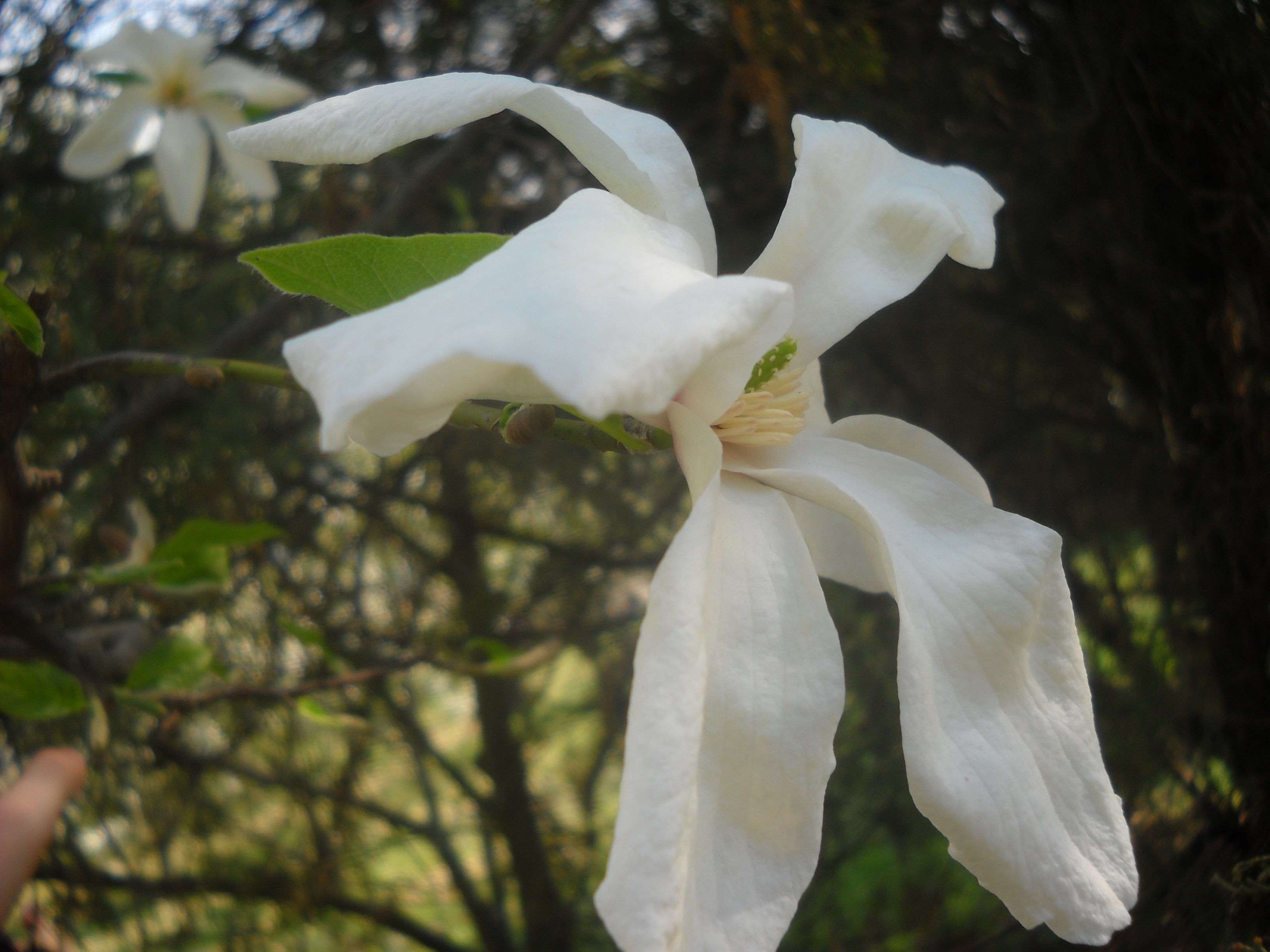
Квітка магнолії у ботанічному саду імені Гришка

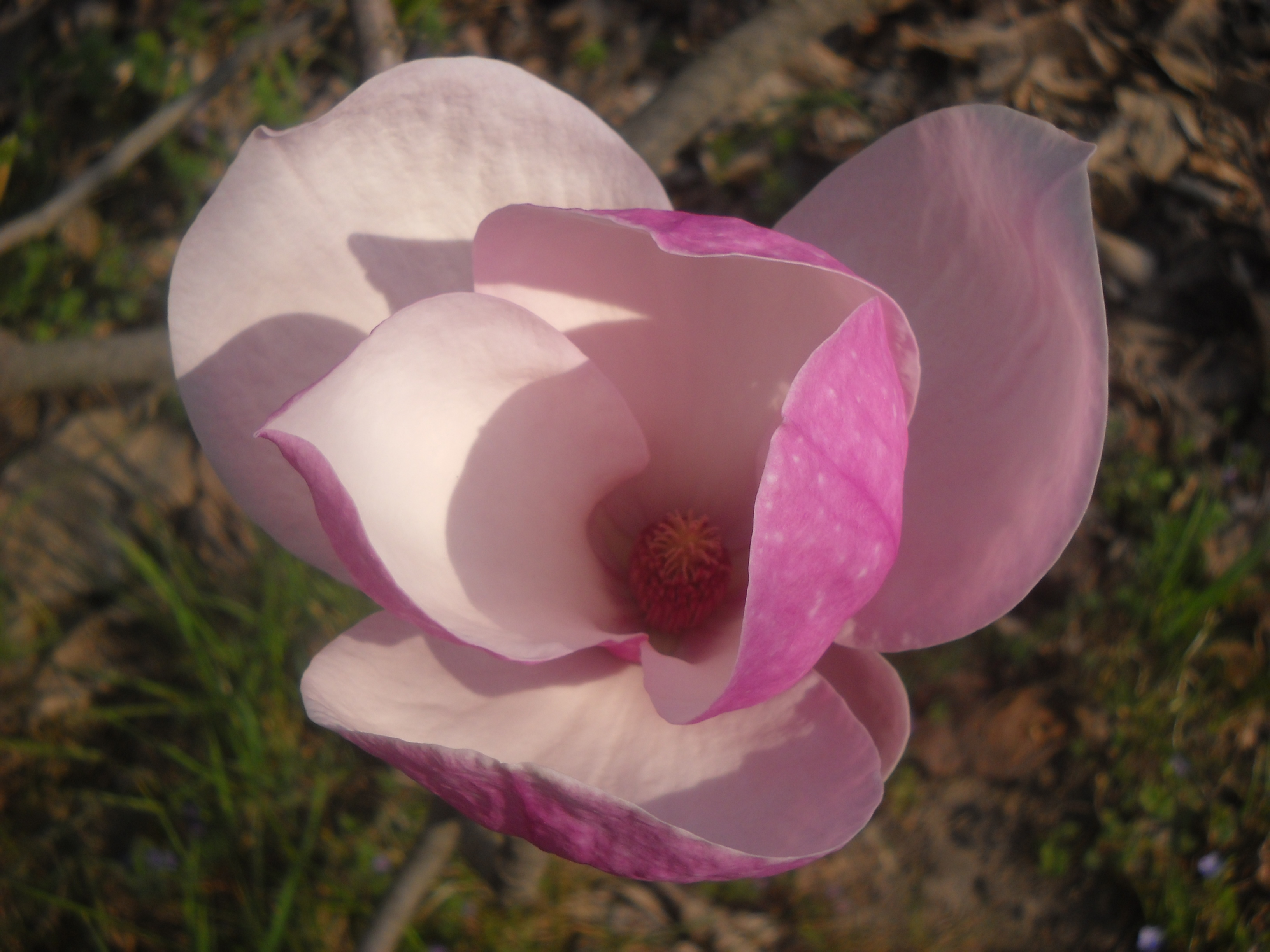
Квітка магнолії (вид магнолія Суланжа, сорт «Александрина») з ботсаду ім. Гришка

Рід включає як вічнозелені, так і листопадні дерева, деякі до 30 м заввишки. Листки черешкові чергові, шкірясті, еліптичні або обернено яйцеподібні, цілокраї, зверху голі, блискучі, зісподу — запушені. Пагони з великими слідами від листків та вузькими кільцеподібними слідами від прилистків. Кора попелясто-сіра або коричнева, гладка, луската або борозниста. Квітки двостатеві, великі (до 20 см у діаметрі), запашні, одиничні, верхівкові; пелюсткоподібні листочки оцвітини різних кольорів — від кремово-білих і зеленкуватих до темно-бузкових, розміщені колами. Цвіте з травня до вересня. Плід — шишкоподібна багатолистянка з великим насінням, часто червоного кольору.
Листя магнолій містять алкалоїди, кумарини, флавоноїди, вітаміни (аскорбінова кислота, рутин, токоферол), мікро- та макроелементи, ефірні олії, до складу яких входять спирти, феноли, сесквітрерпени та інші сполуки. Препарати магнолії великоквіткової мають виражені гіпотензивні властивості, пов'язані з наявністю алкалоїдів та ефірних олій у рослині. Зниження артеріального тиску при їх вживанні супроводжується сповільненням ритму серцевих скорочень, покращенням самопочуття хворих.
Галенові препарати магнолії ефективні при лікуванні гіпертонічної хвороби на початковій стадії захворювання. У народній медицині настій листя магнолії застосовують для миття голови при випаданні волосся (для зміцнення та росту).

## Класифікація

### Історія

#### Рання історія

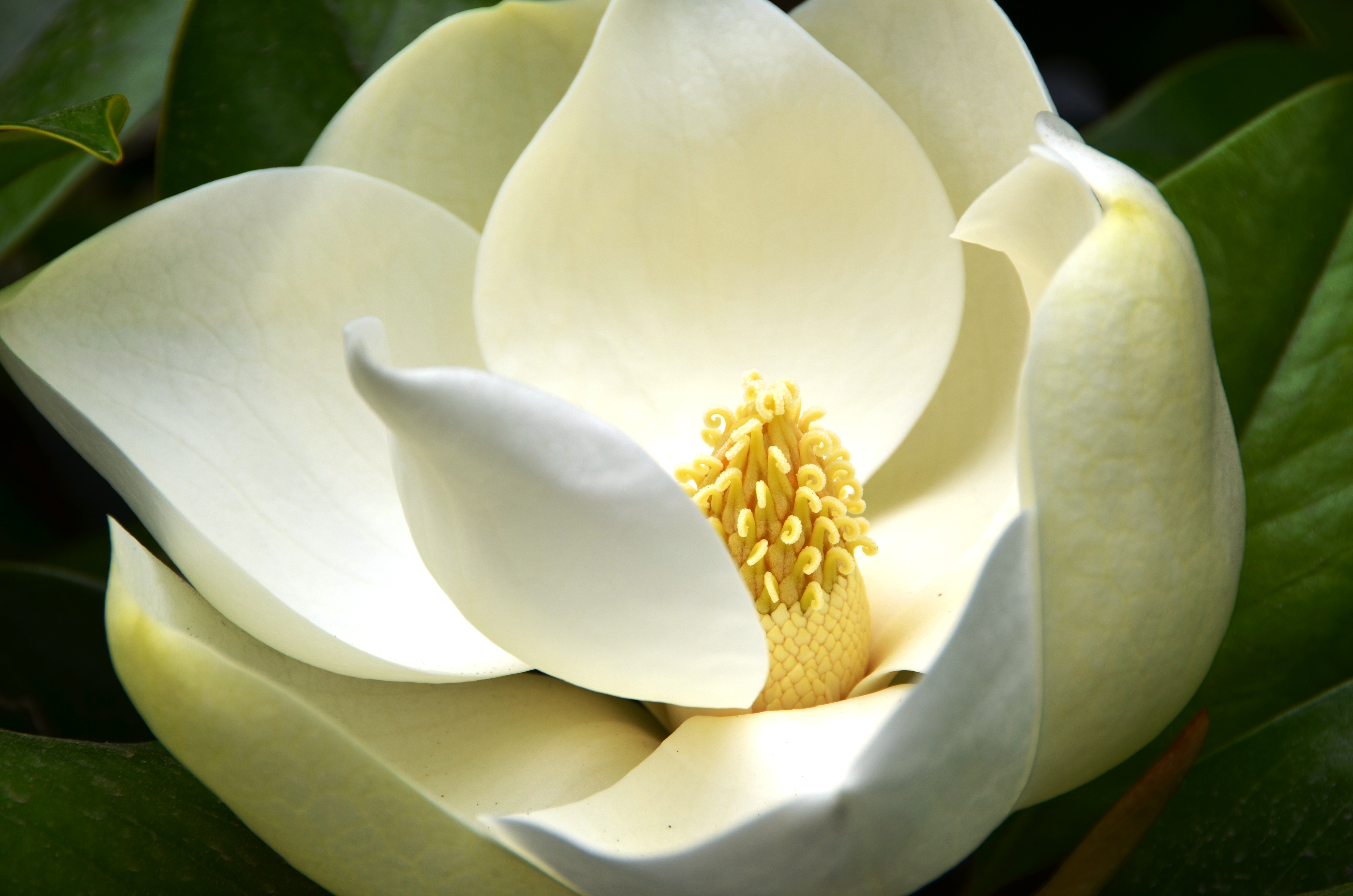
Magnolia grandiflora

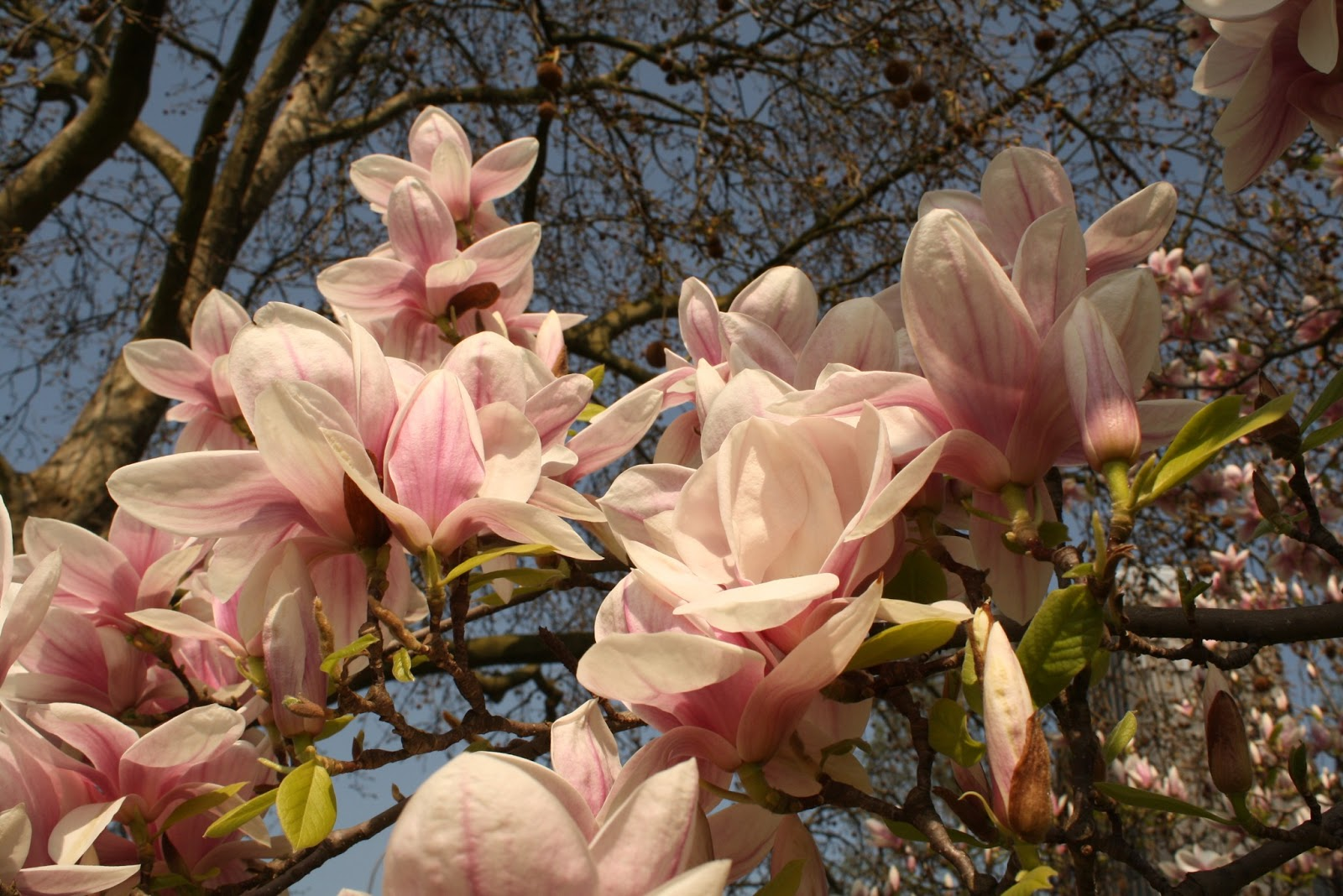
Квіти Magnolia

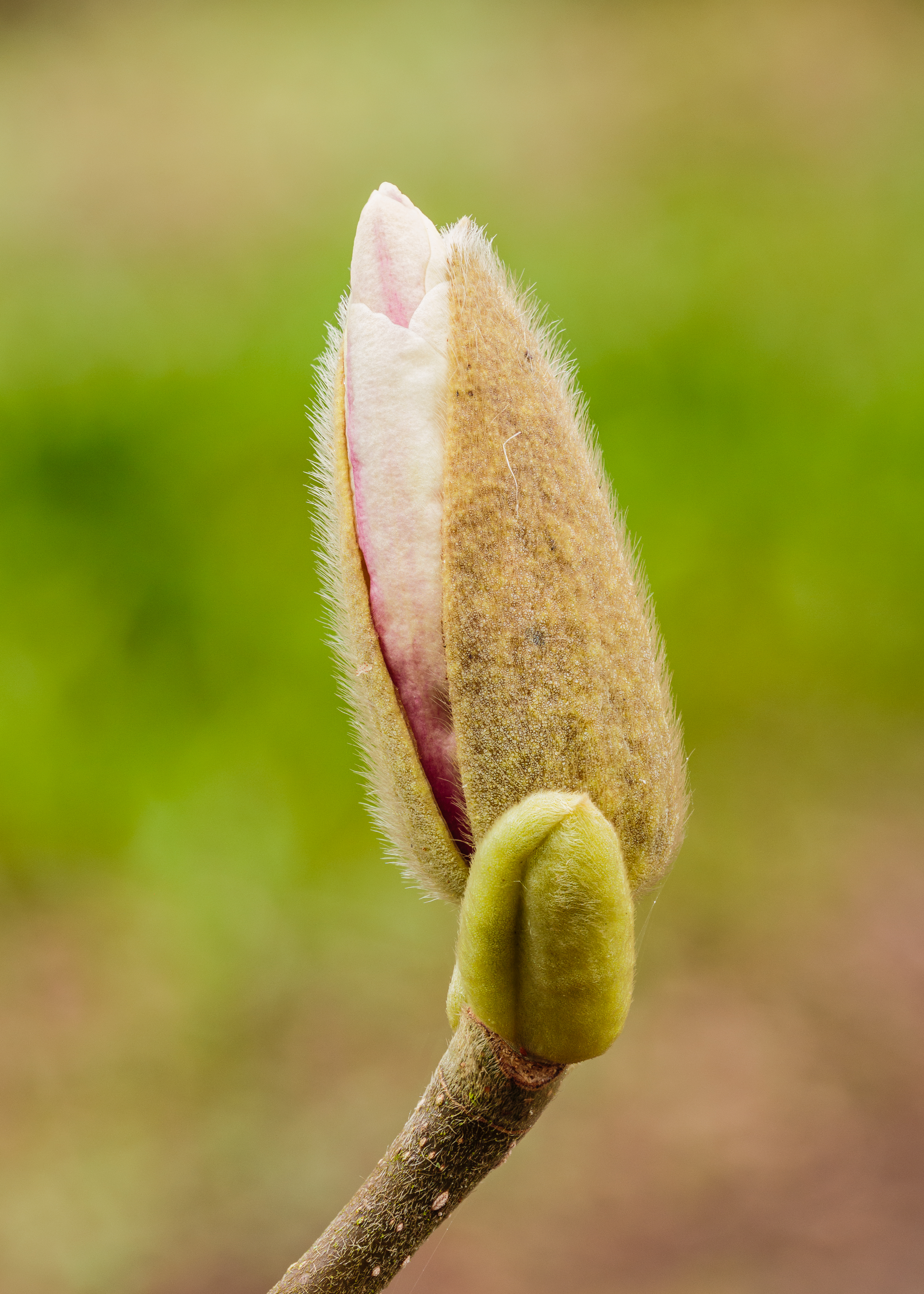
Бутон квітки

Назва Magnolia вперше з'явилася в 1703 році в праці Genera, написаній французьким ботаніком Шарлем Плюм'є, для квітучого дерева з острова Мартініка (talauma). Воно було названо на честь французького ботаніка П'єра Магноля. Англійський ботанік Вільям Шерард, який вивчав ботаніку в Парижі під керівництвом Жозефа Піттона де Турнефора, учня Магноля, ймовірно, був першим після Плюм'є, хто прийняв назву роду Magnolia. Він, принаймні, відповідав за таксономічну частину книг Hortus Elthamensis Йоганна Якоба Ділленіуса та Natural History of Carolina, Florida and the Bahama Islands Марка Кейтсбі. Це були перші праці після Genera Плюм'є, в яких використовувалася назва Magnolia, цього разу для деяких видів квітучих дерев з помірної Північної Америки. Вид, який Плюм'є спочатку назвав Magnolia, пізніше був описаний як Annona dodecapetala Жаном-Батистом Ламарком і з тих пір отримав назви Magnolia plumieri та Talauma plumieri (серед ряду інших назв), але зараз відомий як Magnolia dodecapetala.
Карл Лінней, який був знайомий з Genera Плюм'є, прийняв назву роду Magnolia в 1735 році в першому виданні своєї Systema Naturae, без опису, але з посиланням на працю Плюм'є. У 1753 році він використав Magnolia Плюм'є в першому виданні Species Plantarum. Він описав монотипний рід, єдиним видом якого був Magnolia virginiana. Оскільки Лінней ніколи не бачив зразка гербарію (якщо він взагалі існував) Magnolia Плюм'є і мав лише його опис і досить погану картину, він, мабуть, прийняв його за ту саму рослину, яка була описана Марком Кейтсбі у його Natural History of Carolina 1730 року. Він помістив її в синонімію Magnolia virginiana var. fœtida, таксон, відомий зараз як Magnolia grandiflora. Під назвою Magnolia virginiana Лінней описав п'ять різновидів (glauca, fœtida, grisea, tripetala та acuminata). У десятому виданні Systema Naturae (1759) він об'єднав grisea з glauca і підвищив чотири інші різновиди до статусу видів.
Наприкінці 18-го століття ботаніки та мисливці за рослинами, які досліджували Азію, почали називати та описувати види Magnolia з Китаю та Японії. Першими азіатськими видами, описаними західними ботаніками, були Magnolia denudata, Magnolia liliiflora, Magnolia coco та Magnolia figo. Незабаром після цього, у 1794 році, Карл Петер Тунберг зібрав та описав Magnolia obovata з Японії, і приблизно в той же час також був вперше зібраний видMagnolia kobus.

### Палеонтологічні знахідки
Викопні рештки датуються пізньою крейдою. Пост-KT викопні Magnolia  (після крейдово-палеогенового вимирання) відомі з палеогену, наприклад, вид Magnolia nanningensis, названий за муміфікованою деревиною з олігоцену Гуансі, Китай, який має близьку спорідненість з представниками сучасної секції Michelia.

### Таксономічне положення
Рід магнолія входить до підродини магнолієві (Magnolioideae L.) родини магнолієвих (Magnoliaceae L.) порядку маґнолієцвіті (Magnoliales).
|  |                                     |  |                                                        |                                                        |                   |  | ще 5 родин (згідно Системи APG II) | ще 5 родин (згідно Системи APG II)                |                                                   |  |           |  | рід Мангліетія | рід Мангліетія |  |
|  |                                     |  |                                                        |                                                        |                   |  | ще 5 родин (згідно Системи APG II) | ще 5 родин (згідно Системи APG II)                |                                                   |  |           |  | рід Мангліетія | рід Мангліетія |  |
|  |                                     |  |                                                        | порядок Магнолієцвіті                                  |                   |  |                                    |                                                   | підродина магнолієві                              |  |           |  |                |                |  |
|  |                                     |  |                                                        | порядок Магнолієцвіті                                  |                   |  |                                    |                                                   | підродина магнолієві                              |  | 240 видів |  |                |                |  |
|  | відділ Квіткові, або покритонасінні |  |                                                        |                                                        | родина магнолієві |  |                                    |                                                   | рід магнолія                                      |  |           |  |                |                |  |
|  | відділ Квіткові, або покритонасінні |  |                                                        |                                                        |                   |  |                                    |                                                   |                                                   |  |           |  |                |                |  |
|  |                                     |  | ще 44 порядки квіткових рослин (згідно Системи APG II) | ще 44 порядки квіткових рослин (згідно Системи APG II) |                   |  |                                    | підродина Liriodendroidae (згідно Системи APG II) | підродина Liriodendroidae (згідно Системи APG II) |  |           |  |                |                |  |
|  |                                     |  |                                                        | ще 44 порядки квіткових рослин (згідно Системи APG II) |                   |  |                                    |                                                   | підродина Liriodendroidae (згідно Системи APG II) |  |           |  |                |                |  |

### ПідрідMagnolia

#### СекціяMagnolia
- Magnolia grandiflora L. — Магнолія великоквіткова
- Magnolia guatemalensis — Магнолія гватемальська
- Magnolia guerrerensis — Магнолія Герреро
- Magnolia iltisiana — Магнолія Ілтіса
- Magnolia krusei — Магнолія Круза
- Magnolia pacifica — Магнолія тихоокеанська
- Magnolia panamensis — Магнолія панамська
- Magnolia poqomchi
- Magnolia sharpii — Магнолія Шарпа
- Magnolia vazquezii — Магнолія Васкеса
- Magnolia virginiana — Магнолія віргінська
- Magnolia yoroconte — Магнолія Йороконте

#### СекціяGwillimia

##### ПідсекціяGwillimia
- Magnolia albosericea
- Magnolia championii
- Magnolia coco

##### ПідсекціяBlumiana
- Magnolia gigantifolia
- Magnolia hodgsonii

#### СекціяTalauma

##### ПідсекціяTalauma
- Magnolia allenii
- Magnolia boliviana - Магнолія болівійська
- Magnolia amazonica
- Magnolia dixonii
- Magnolia mexicana
- Magnolia sellowiana

##### ПідсекціяDugandiodendron
- Magnolia argyrothricha
- Magnolia calimaensis
- Magnolia magnifolia
- Magnolia yarumalense

##### ПідсекціяCubenses
- Magnolia cacuminoides
- Magnolia cristalensis
- Magnolia cubensis

#### СекціяManglietia
- Magnolia aromatica
- Magnolia blaoensis
- Magnolia conifera
- Magnolia tibetica
- Magnolia utilis
- Magnolia yuyuanensis

#### СекціяKmeria
- Magnolia duperreana
- Magnolia kwangsiensis
- Magnolia thailandica

#### СекціяRhytidospermum

##### ПідсекціяRhytidospermum
- Magnolia obovata Thunb. (синонім Magnolia hypoleuca) — Маґнолія оберненояйцевидна
- Magnolia officinalis — Магнолія лікарська
  - Magnolia officinalis var. biloba - Магнолія дволопатева
- Magnolia rostrata
- Magnolia tripetala

##### ПідсекціяOyama
- Magnolia globosa
- Magnolia sieboldii

#### СекціяAuriculata
- Magnolia fraseri

#### СекціяMacrophylla
- Magnolia macrophylla

### ПідрідYulania

#### СекціяYulania

##### ПідсекціяYulania
- Magnolia amoena
- Magnolia biondii
- Magnolia campbellii
- Magnolia cylindrica
- Magnolia dawsoniana
- Magnolia denudata Desr. — Магнолія оголена
- Magnolia kobus DC. — Магнолія японська, або маґнолія Кобус
- Magnolia liliiflora Desr. — Магнолія лілієцвіта
- Magnolia salicifolia — Магнолія верболиста
- Magnolia sargentiana
- Magnolia sprengeri
- Magnolia stellata
- Magnolia zenii
- Magnolia × kewensis — нотовид: M. kobus × M. salicifolia[9]
- Magnolia × loebneri — нотовид: M. kobus × M. stellata
- Magnolia × proctoriana — нотовид: M. stellata × M. salicifolia[10]
- Magnolia × soulangeana — Магнолія Суланжа. Нотовид: M. denudata × M. liliiflora
- Magnolia × veitchii — нотовид: M. campbellii × M. denudata

##### ПідсекціяTulipastrum
- Magnolia acuminata — Магнолія  загостренолиста, або магнолія  гостролиста

#### СекціяMichelia

##### ПідсекціяMichelia
- M. x alba
- Magnolia angustioblonga
- Magnolia microcarpa
- Magnolia xanthantha

##### SubseccióElmerrillia
- Magnolia platyphylla
- Magnolia pubescens
- Magnolia tsiampacca

##### ПідсекціяMaingola
- Magnolia annamensis
- Magnolia carsonii
- Magnolia pealiana

##### ПідсекціяAromadendron
- Magnolia ashtonii
- Magnolia elegans

### ПідрідGynopodium

#### СекціяGynopodium
- Magnolia kachirachirai
- Magnolia yunnanensis

#### СекціяManglietiastrum
- Magnolia pleiocarpa
- Magnolia praecalva
- Magnolia sinica

## Використання

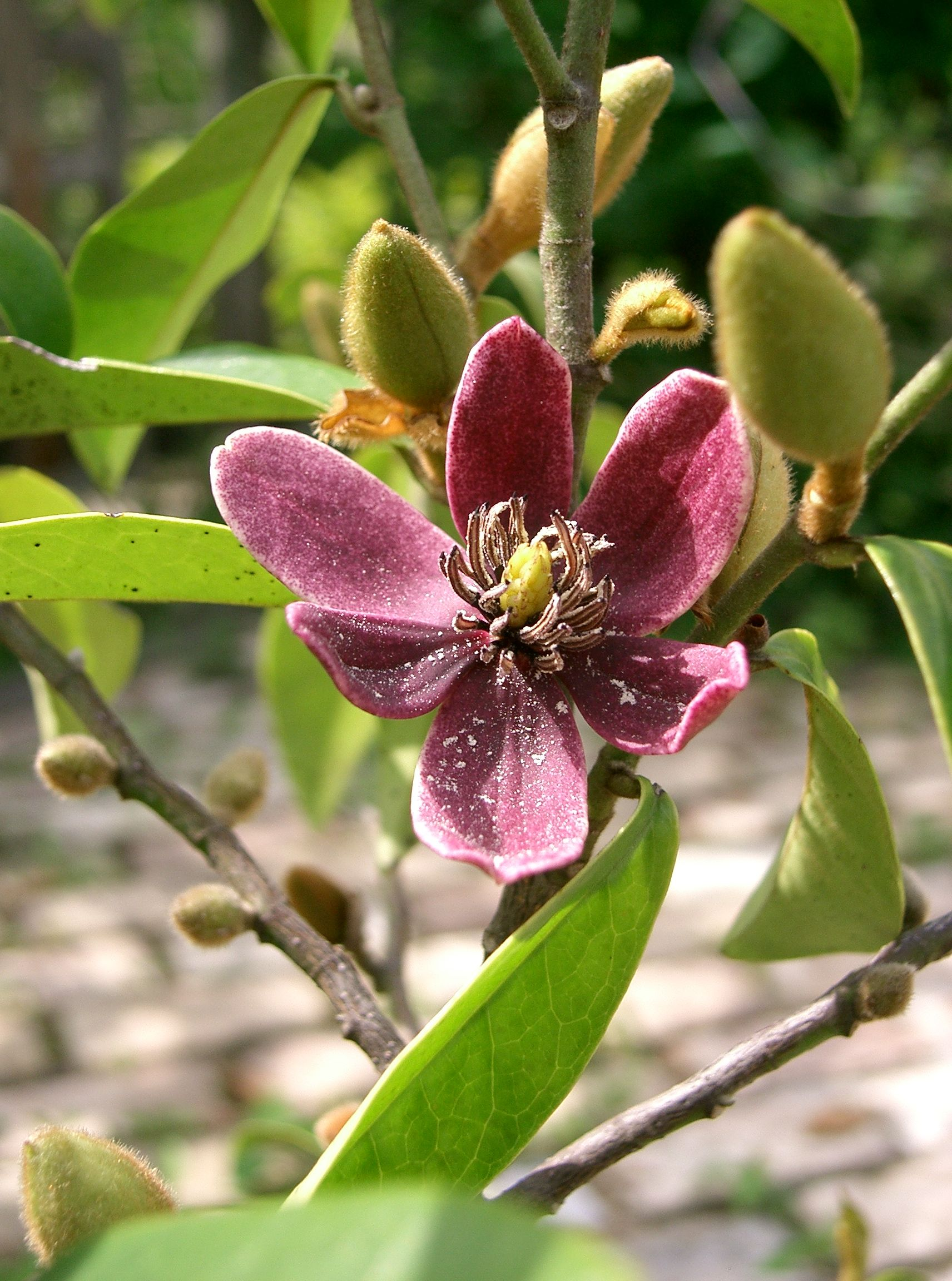
Квітуча Magnolia figo 'Purple Queen'

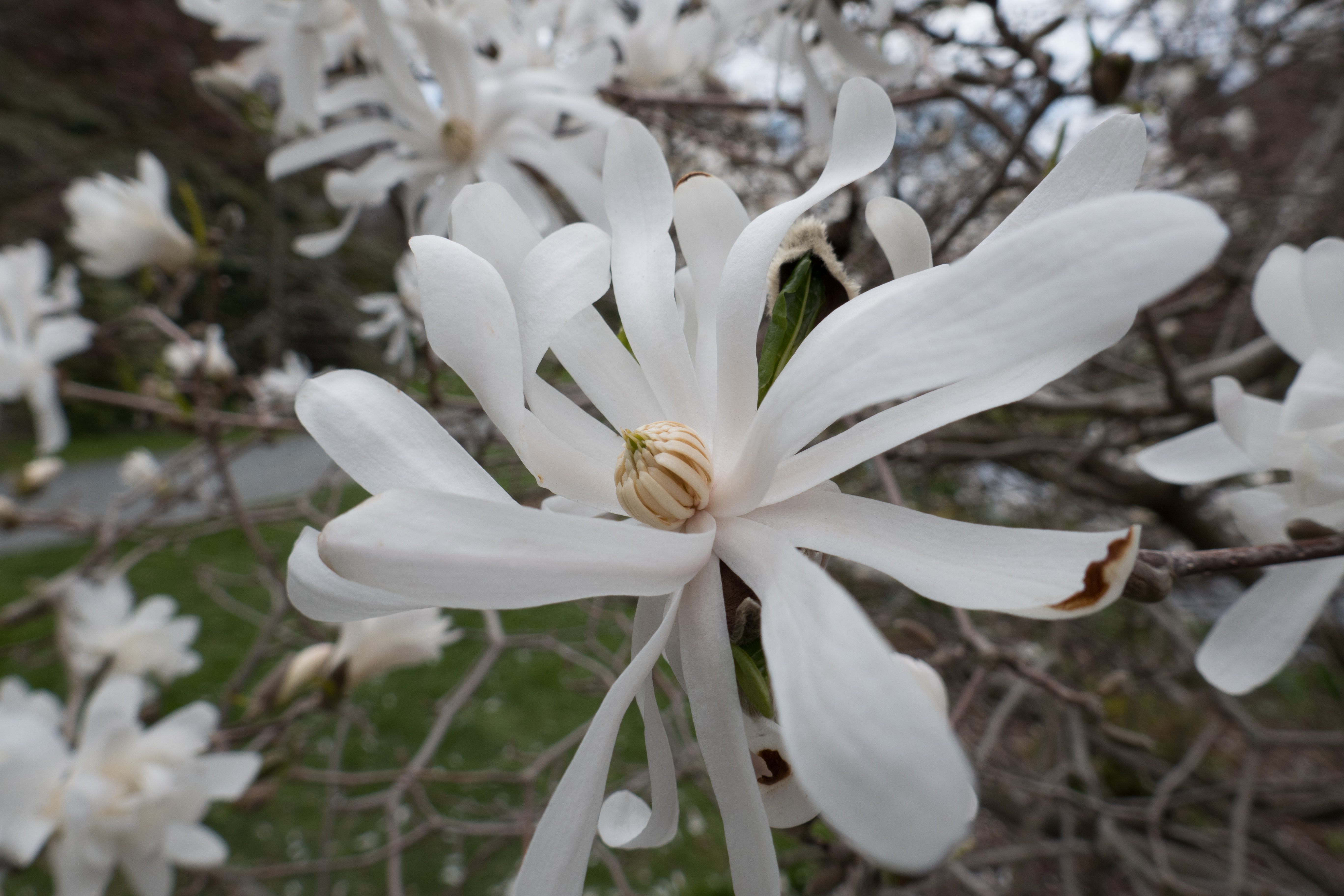
Magnolia stellata або зірчаста магнолія у формі куща

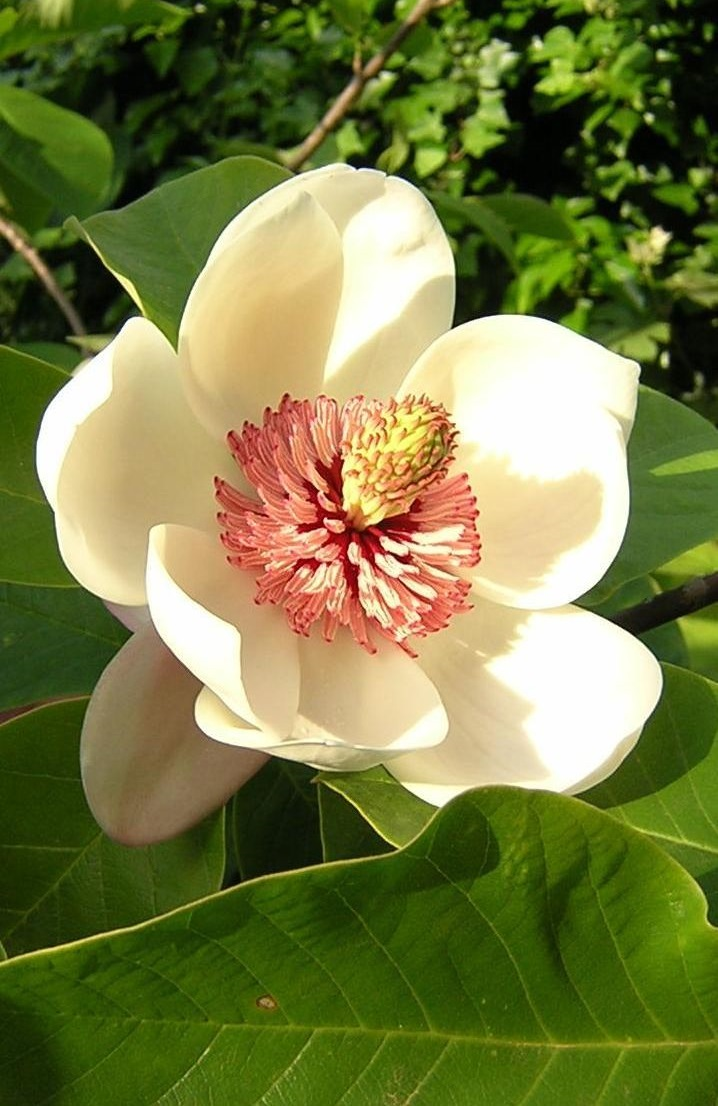
M. × wieseneri гібрид

### Садівництво
Загалом, рід Magnolia привернув садівницький інтерес. Деякі, такі як кущ M. stellata (зірчаста магнолія) та дерево M. × soulangeana (магнолія Суланжа), цвітуть досить рано навесні, до розпускання листя. Інші цвітуть пізньою весною або на початку літа, включаючи M. virginiana (солодка магнолія) та M. grandiflora (південна магнолія). Форма цих квітів сприяє поширеній назві "тюльпанове дерево", яку іноді застосовують до деяких видів Magnolia.
Гібридизація була надзвичайно успішною в поєднанні найкращих аспектів різних видів для отримання рослин, які цвітуть у більш ранньому віці, ніж батьківські види, а також мають більш вражаючі квіти. Одна з найпопулярніших садових магнолій, M. × soulangeana, є гібридом M. liliiflora та M. denudata. У східній частині Сполучених Штатів часто культивуються п'ять місцевих видів : M. acuminata (як тіньове дерево), M. grandiflora, M. virginiana, M. tripetala та M. macrophylla. Останні два види слід висаджувати там, де сильні вітри не є частою проблемою через великий розмір їх листя.

### Кулінарне використання
Квіти багатьох видів вважаються їстівними. У деяких частинах Англії пелюстки M. grandiflora маринують і використовують як гостру приправу. У деяких азіатських кухнях бутони маринують і використовують для ароматизації рису та чаю. У Японії молоде листя та квіткові бутони M. hypoleuca смажать на грилі та їдять як овоч. Зі старого листя роблять порошок і використовують як приправу; сушене ціле листя кладуть на вугільну жаровню і наповнюють місо, цибулею-пореєм, дайкон та шиїтаке, і смажать на грилі. Існує різновид місо, приправлений магнолією, хоба місо.

### Деревина
Огіркове дерево, M. acuminata, виростає до великих розмірів і заготовляється як лісоматеріал у лісах північно-східної частини США. Його деревина продається як "жовта тополя" разом з деревиною тюльпанового дерева, Liriodendron tulipifera. 

### Хімічні сполуки та біоефекти

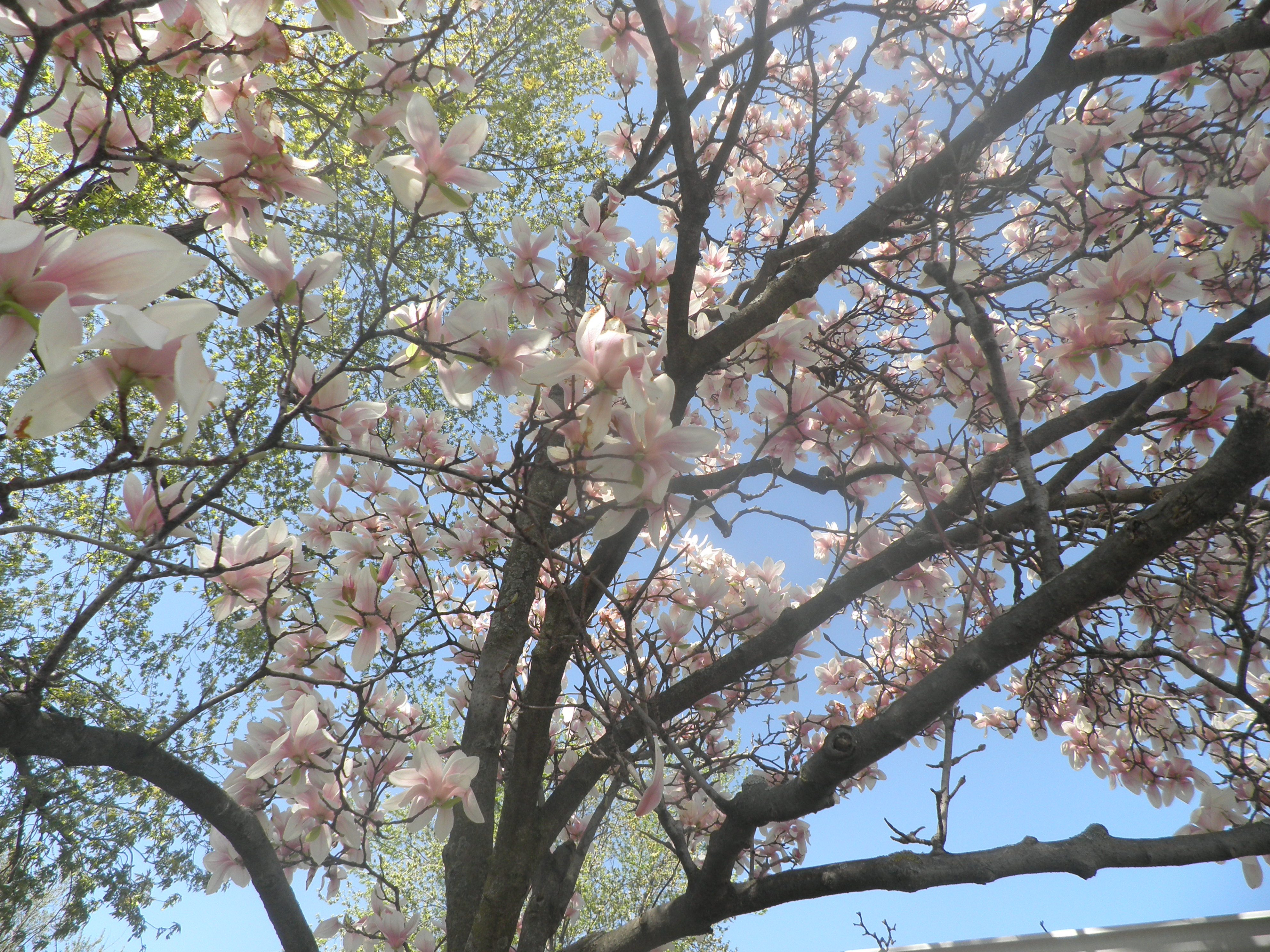
Дерево магнолії в цвітінні

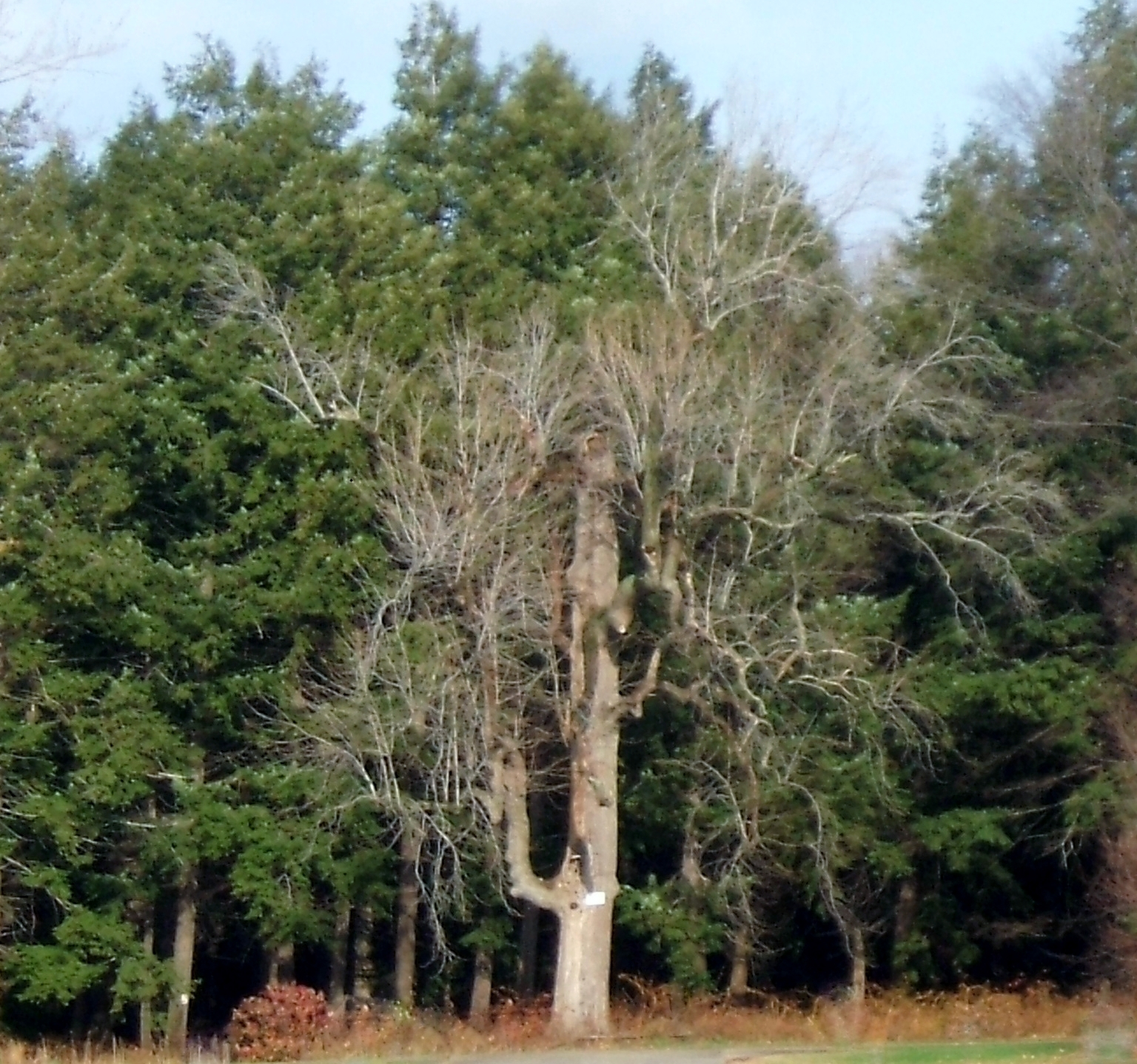
Дерево магнолії восени

Ароматна кора містить магнолол, гонокіол, 4-O-метилгонокіол та овобатол. Магнолол і гонокіол активують ядерний рецептор PPARG.

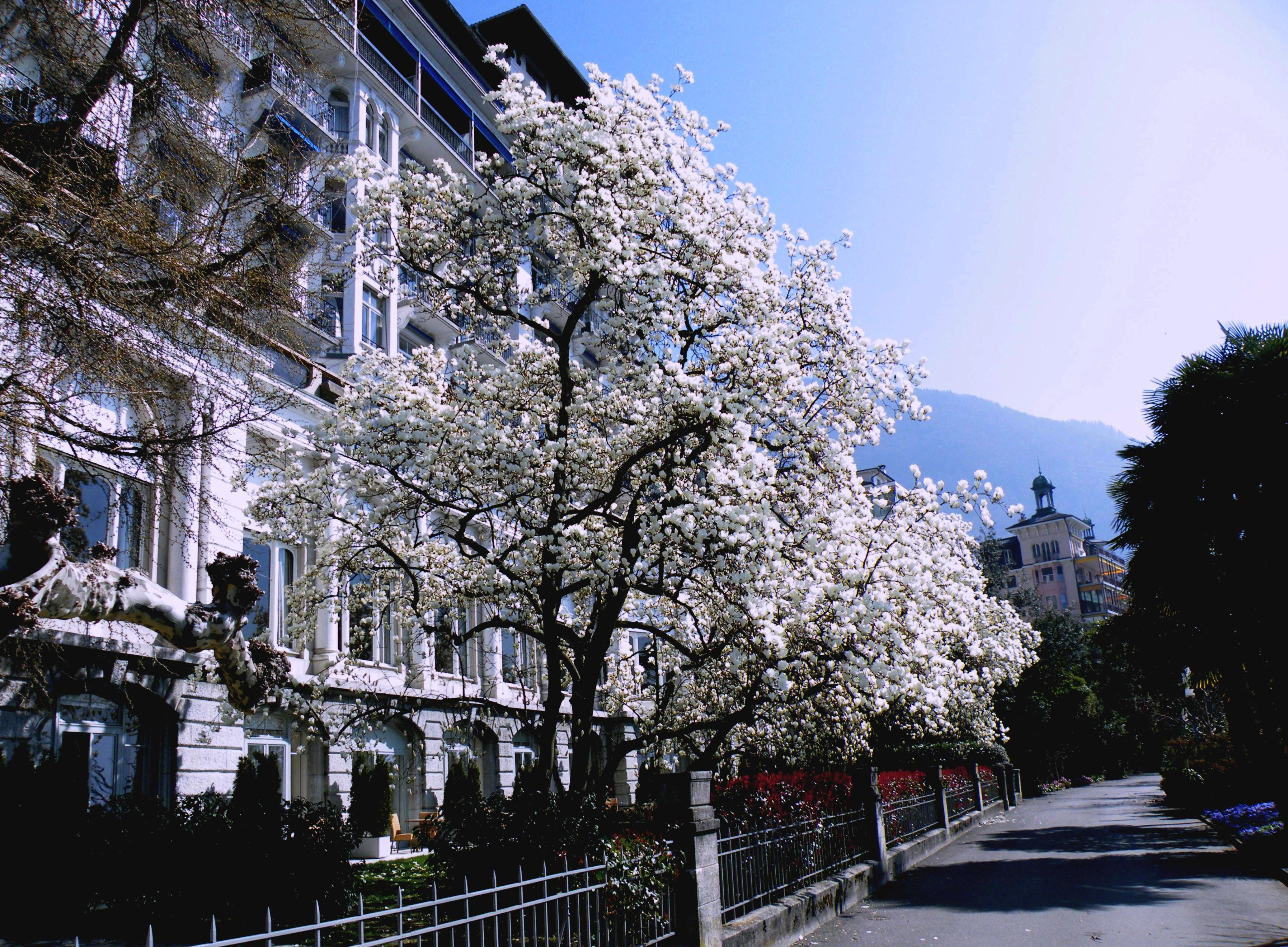
Дерево магнолії сорту nudiflorum у повному цвітінні навесні до появи листя

## Цікаві факти
3 червня 2024 року японські дослідники заявили, що вони успішно сконструювали перший у світі дерев'яний супутник, виготовлений з магнолієвих дощечок товщиною від 4 до 5,5 мм. Цей крихітний об'єкт у формі куба вагою 1 кг, який отримав назву «LignoSat», як очікується, буде відправлений у космос у вересні 2024 року на борту ракети SpaceX з території США.

## Галерея

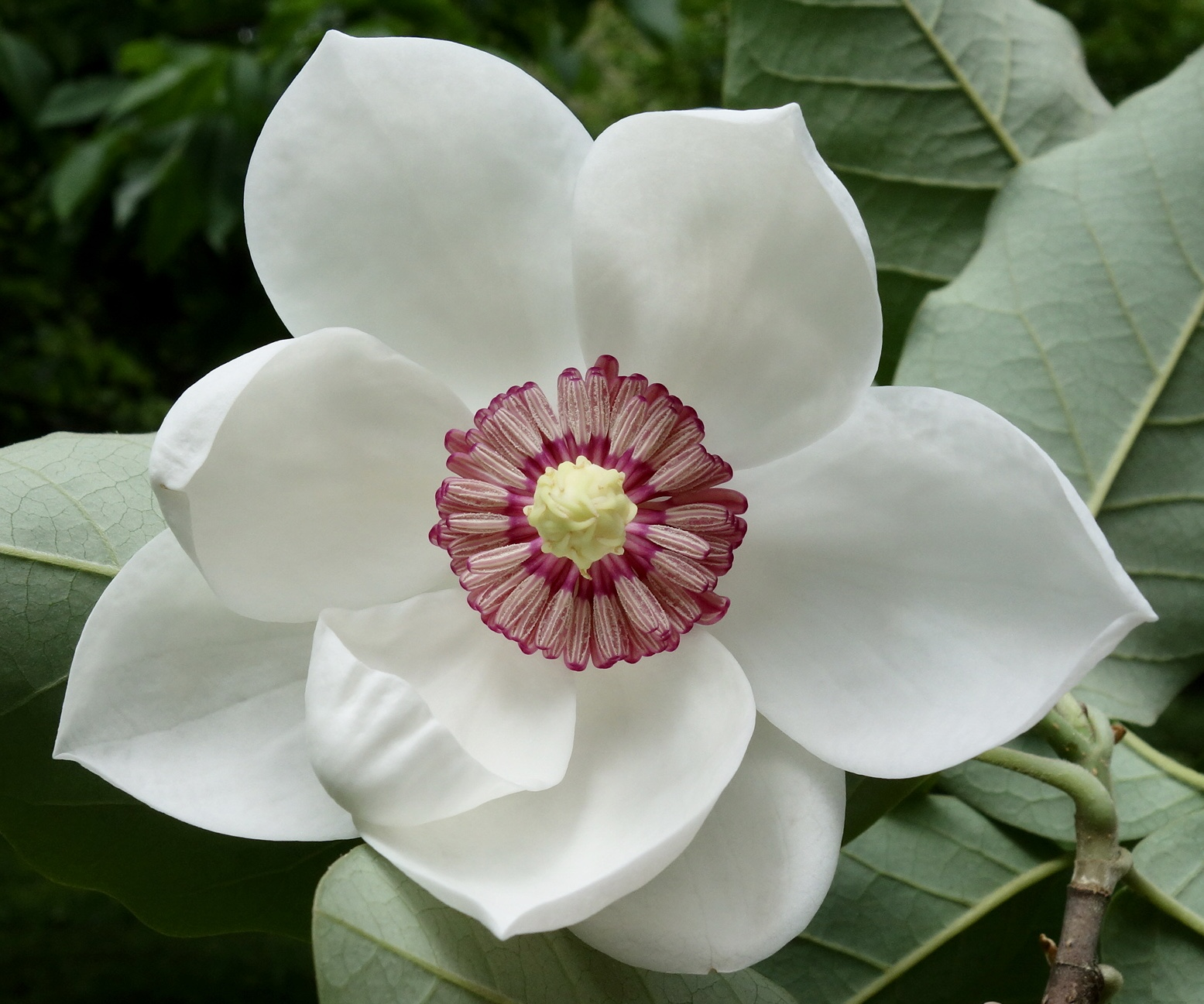
Magnolia sieboldii в дендрарії Арнольда (США)
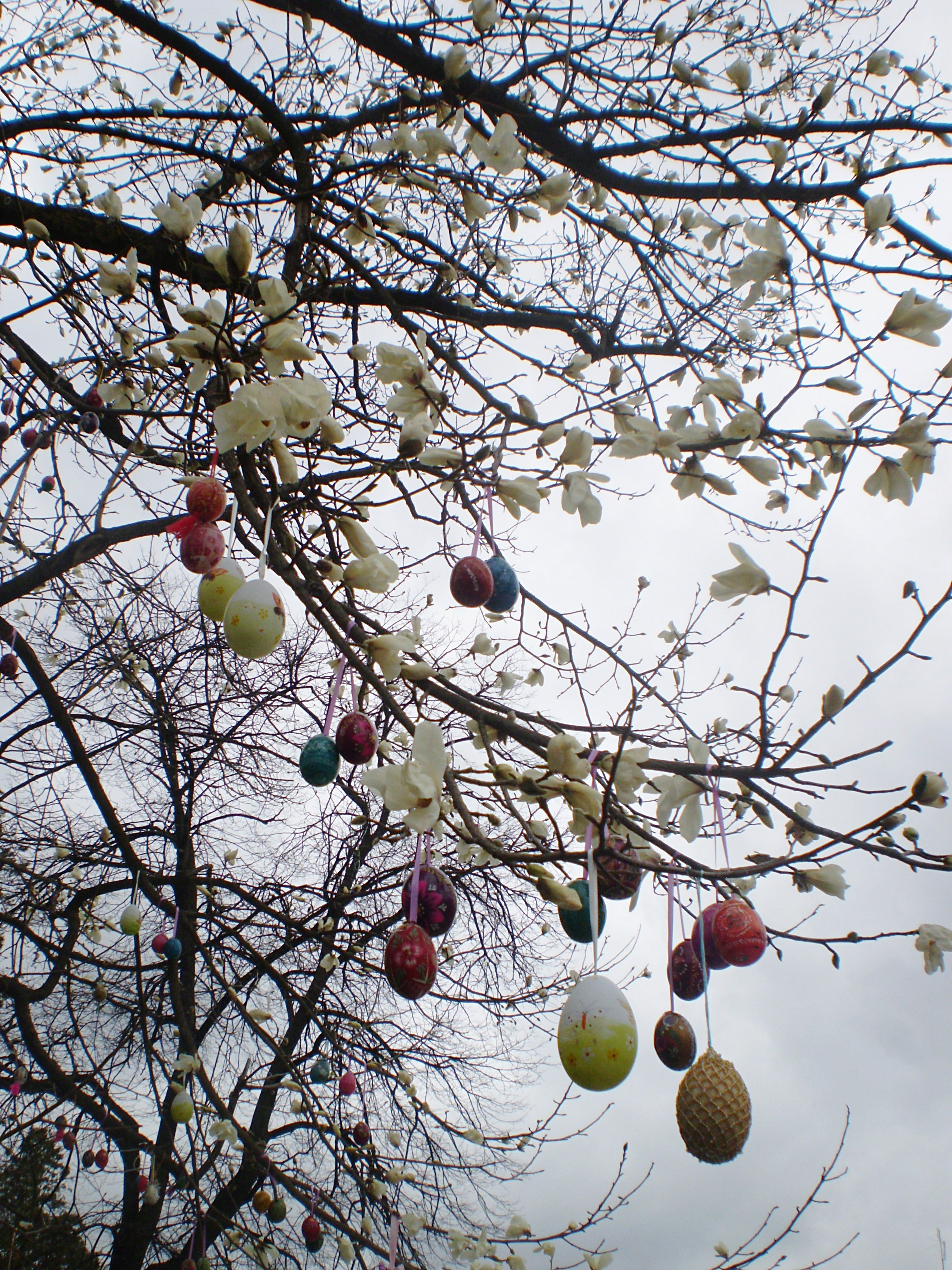
Квітуча магнолія, прикрашена писанками. Дрогобич, 2012 рік.
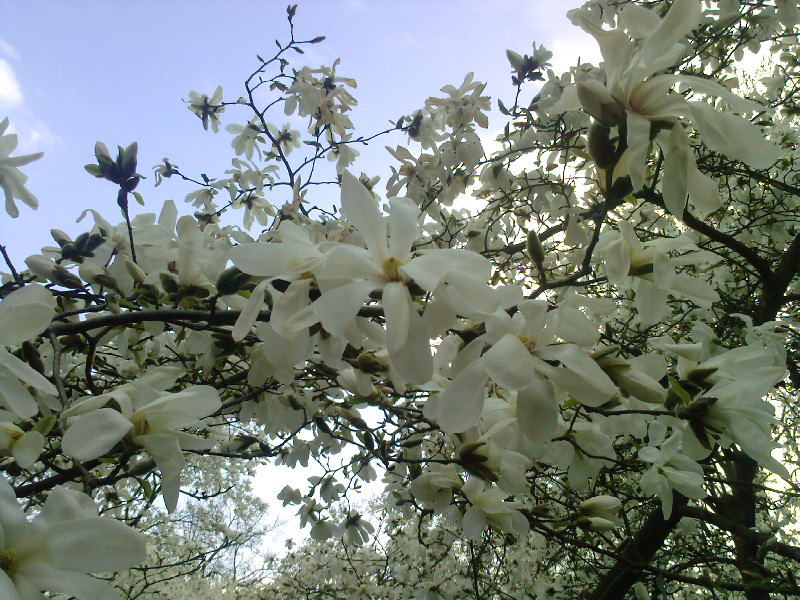
Квітень, у повному квітуванні
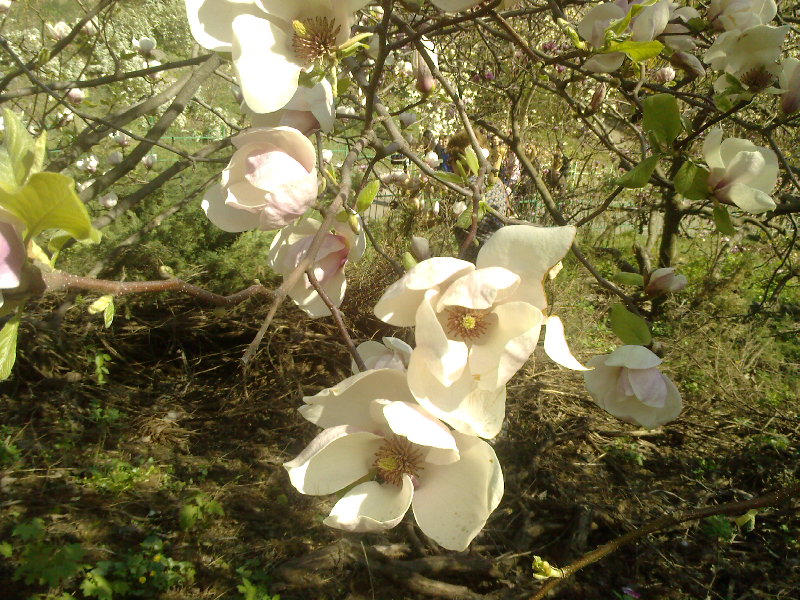
Кожна квітка неповторна - за формою, фактурою та відтінком пелюсток, за формою квітки, за густотою розташування квіток на гілці, за тичинками
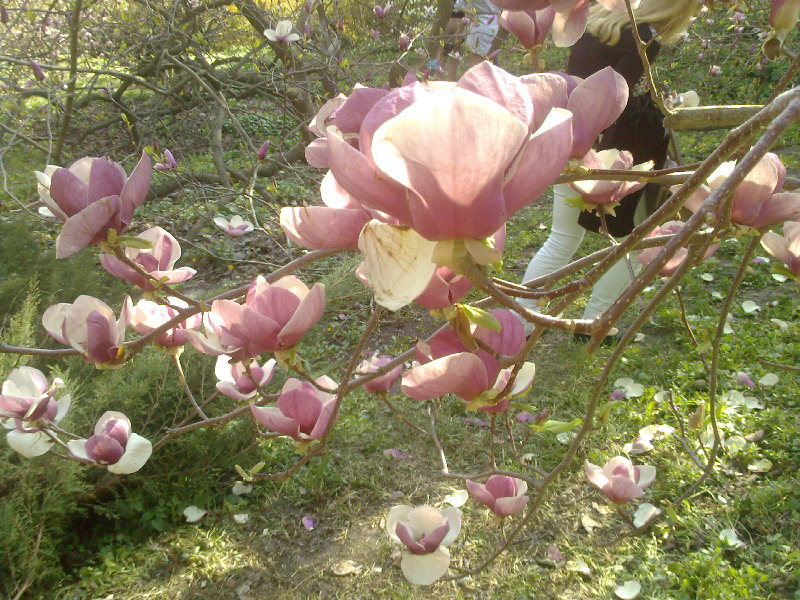
Сонце купається у квітах
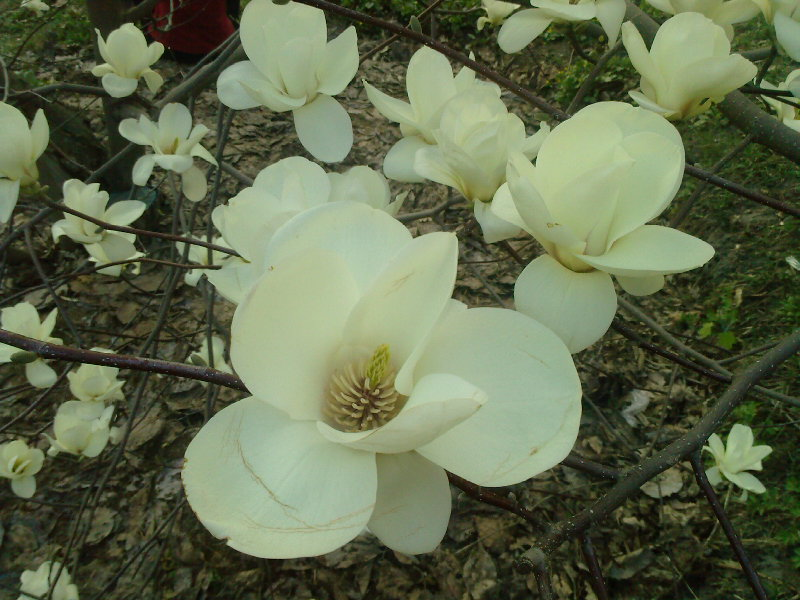
Перші магнолії у ботсаду ім. Фоміна